# Georgi Vladimirovich Burnash
Georgi Vladimirovich Burnash (tiếng Nga: Георгий Владимирович Бурнаш; sinh ngày 8 tháng 8 năm 1993) là một cầu thủ bóng đá người Nga. Anh thi đấu cho FC Avangard Kursk.

## Sự nghiệp câu lạc bộ
Anh thi đấu cho F.K. Lokomotiv Moskva tại Cúp bóng đá Nga 2012–13 game against F.K. Torpedo Armavir vào ngày 26 tháng 9 năm 2012.